# 류쯔거
류쯔거 (중국어 간체자: 刘子歌, 정체자: 劉子歌, 병음: Liú Zǐgē, 1989년 3월 31일 ~ )는 중화인민공화국의 여자 수영 선수이며, 2008년 베이징 올림픽 200m 접영 경기에 참가하여 2분 04초 18로 세계 신기록을 세우며 우승하였다.
랴오닝성 번시 시 출신으로 2005년 몬트리올에서 열린 세계 선수권 대회에 국제 데뷔한 류쯔거는 200m 접영에서 2분 14.25초와 20위에 머물고 말았다. 후에 서서히 향상시키고 올림픽에 대비하면서 그녀의 개인 전력은 중국 올림픽 선발 시합으로부터 2분 07.76초였다.
베이징 올림픽에서 2분 04.18초로 제시카 시퍼의 세계 기록을 1초 이상 차이로 깼으며, 경기에서 단 하나의 중국 수영 금메달리스트가 되었다. 동료 선수 자오류양은 은메달을 따고 시퍼는 3위를 하였다.
2009년 중국 국립 대회에서 2분 01.81초로 시퍼로부터 200m 접영 세계 기록을 다시 얻었고, 후에 스톡홀름에서 열린 월드컵에서 쇼트코스 세계 기록 2분 02.50초를 추가하였다.
그러고 나서 베를린에서 열린 다음 대회에서 그 시간을 2분 00.78초로 낮추었다.

## 같이 보기
- 2012년 하계 올림픽 중국 선수단